# Patinatge artístic als Jocs Olímpics d'hivern de 2018
Als Jocs Olímpics d'Hivern de 2018, que se celebraran a la ciutat de Pyeongchang (Corea del Sud), es disputaran cinc proves de patinatge artístic sobre gel, una en categoria masculina, una altra en categoria femenina, dues en categoria mixta per parelles i, per segona vegada, una altra en categoria mixta per equips. Les proves se celebraran entre el 9 i el 23 de febrer de 2018.

## Calendari
Aquest és el calendari de les proves.
 Tots els horaris són en (UTC+9).
| Data         | Hora  | Prova                                 |
| ------------ | ----- | ------------------------------------- |
| 9 de febrer  | 10:00 | Programa curt (parelles per equips)   |
| 9 de febrer  | 10:00 | Programa curt (homes per equips)      |
| 11 de febrer | 10:00 | Programa curt (dansa per equips)      |
| 11 de febrer | 10:00 | Programa curt (dones per equips)      |
| 11 de febrer | 10:00 | Programa lliure (parelles per equips) |
| 12 de febrer | 10:00 | Programa lliure (homes per equips)    |
| 12 de febrer | 10:00 | Programa lliure (dansa per equips)    |
| 12 de febrer | 10:00 | Programa lliure (dones per equips)    |
| 14 de febrer | 10:00 | Programa curt (parelles)              |
| 15 de febrer | 10:00 | Programa lliure (parelles)            |
| 16 de febrer | 10:00 | Programa curt (homes)                 |
| 17 de febrer | 10:00 | Programa lliure (homes)               |
| 19 de febrer | 10:00 | Programa curt (dansa)                 |
| 20 de febrer | 10:30 | Programa lliure (dansa)               |
| 21 de febrer | 10:00 | Programa curt (dones)                 |
| 23 de febrer | 10:00 | Programa lliure (dones)               |
| 25 de febrer | 9:30  | Gala d'exhibició                      |

## Participants
En les competicions de patinatge sobre gel hi van prendre part 153 patinadors procedents de 32 comitès olímpics. Malàisia va debutar en aquest esport en aquesta edició.
| - Alemanya (8) - Atletes Olímpics de Rússia (15) - Austràlia (4) - Àustria (2) - Bèlgica (2) - Brasil (1) - Canadà (17) | - Corea del Nord (2) - Corea del Sud (7) - Eslovàquia (3) - Espanya (4) - Estats Units (14) - Filipines (1) - Finlàndia (1) | - França (8) - Geòrgia (1) - Hongria (1) - Israel (7) - Itàlia (11) - Japó (9) | - Kazakhstan (3) - Letònia (2) - Malàisia (1) - Polònia (2) - Regne Unit (2) - Txèquia (5) | - Suècia (1) - Suïssa (1) - Turquia (2) - Ucraïna (4) - Uzbekistan (1) - R.P. de la Xina (11) |

## Resum de medalles

### Categoria masculina
| Prova              | Or                 | Or     | Plata           | Plata  | Bronze                 | Bronze |
| Individual detalls | Yuzuru Hanyu (JPN) | 317.85 | Shoma Uno (JPN) | 306.90 | Javier Fernández (ESP) | 305.24 |

### Categoria femenina
| Prova              | Or                   | Or     | Plata                   | Plata  | Bronze               | Bronze |
| Individual detalls | Alina Zagitova (OAR) | 239.57 | Evgenia Medvedeva (OAR) | 238.26 | Kaetlyn Osmond (CAN) | 231.02 |

### Categoria mixta
| Prova            | Or | Or        | Plata | Plata  | Bronze | Bronze |
| Parelles detalls | AlemanyaAljona Savchenko · Bruno Massot                                                                                  | 235.90    | R.P. de la XinaSui Wenjing · Han Cong | 235.47 | CanadàMeagan Duhamel · Eric Radford | 230.15 |
| Dansa detalls    | CanadàTessa Virtue · Scott Moir                                                                                          | 206.07 WR | FrançaGabriella Papadakis · Guillaume Cizeron | 205.28 | Estats UnitsMaia Shibutani · Alex Shibutani | 192.59 |
| Equips detalls   | CanadàPatrick Chan · Kaetlyn Osmond* · Gabrielle Daleman** · Meagan Duhamel / Eric Radford · Tessa Virtue / Scott Moir · | 73        | Atletes Olímpics de RússiaMikhail Kolyada Evgenia Medvedeva* Alina Zagitova** Evgenia Tarasova / Vladimir Morozov* Natalia Zabiiako / Alexander Enbert** Ekaterina Bobrova / Dmitri Soloviev | 66     | Estats UnitsNathan Chen* · Adam Rippon** · Bradie Tennell* · Mirai Nagasu** · Alexa Scimeca Knierim / Chris Knierim · Maia Shibutani / Alex Shibutani | 62     |

* Patinadors que sols participen en el programa curt.

** Patinadors que sols participen en el programa lliure.

## Medaller
| Pos. | País                       | Or | Plata | Bronze | Total |
| 1    | Canadà                     | 2  | 0     | 2      | 4     |
| 2    | Atletes Olímpics de Rússia | 1  | 2     | 0      | 3     |
| 3    | Japó                       | 1  | 1     | 0      | 2     |
| 4    | Alemanya                   | 1  | 0     | 0      | 1     |
| 5    | R.P. de la Xina            | 0  | 1     | 0      | 1     |
| 6    | França                     | 0  | 1     | 0      | 1     |
| 7    | Estats Units               | 0  | 0     | 2      | 2     |
| 8    | Espanya                    | 0  | 0     | 1      | 1     |